# Touch by Touch
«Touch by Touch» — песня американской певицы Дайаны Росс из её пятнадцатого студийного альбома Swept Away (1984). Песня была написана Артуром Бэрроу, Джо Эспозито и Ричи Зито; сама Росс продюсировала запись.
Песня была выпущена в качестве сингла в некоторых странах, где она хорошо зарекомендовала себя в чартах. В Бельгии, Нидерландах и Норвегии песня вошла в десятку лучших, но в Соединённом Королевстве она достигла лишь 47-й позиции. В США песня так и не была выпущена как сингл. В RCA, решая, какую песню выпустить синглом, колебались между «Touch by Touch» и «Telephone», но выбрали последнее.
Дайана Росс исполнила эту песню на 14-й церемонии American Music Awards 27 января 1987 года.

## Отзывы критиков
Стивен Томас Эрлевайн из AllMusic назвал эту песню одной из лучших в альбоме. Полетт Вайс из Audio написала: «В „Touch by Touch“ есть уникальная перкуссионная работа с лёгким карибским акцентом и определённым акцентом синтезатора».

## Список композиций
7"-сингл
A. «Touch by Touch» — 4:13
B. «Fight for It» (Рэй Чу, Билл Рэй, Дайана Росс, Пеппи Кастро) — 4:09
12"-сингл
A1. «Touch by Touch» (Extended Mix) — 5:35
B1. «Fight for It» — 4:09
B2. «Touch by Touch» (Instrumental) — 5:15

## Чарты
| Чарт (1984)                       | Высшая позиция |
| --------------------------------- | -------------- |
| Бельгия/Фландрия (Ultratop 50)    | 7              |
| Великобритания (UK Singles Chart) | 47             |
| Нидерланды (Dutch Top 40)         | 10             |
| Нидерланды (Single Top 100)       | 18             |
| Норвегия (VG-lista)               | 10             |
| ФРГ (Offizielle Top 100)          | 49             |
| Швеция (Sverigetopplistan)        | 11             |

| Чарт (1984)                    | Позиция |
| ------------------------------ | ------- |
| Бельгия/Фландрия (Ultratop 50) | 71      |